# Reformierte Kirche Andeer

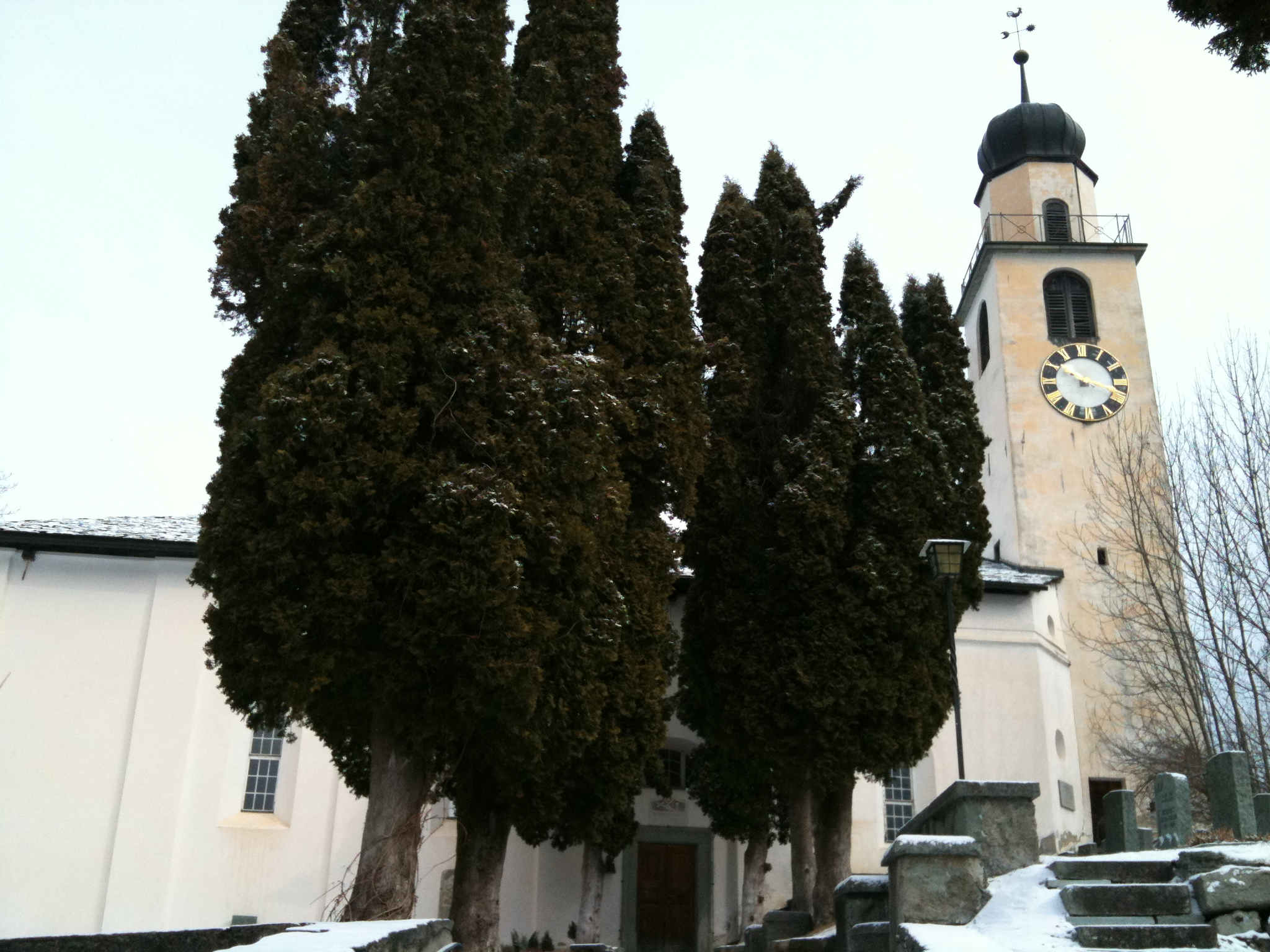
Reformierte Kirche Andeer vom Friedhof aus

Die reformierte Kirche in Andeer im Schams im Kanton Graubünden ist ein evangelisch-reformiertes Gotteshaus am nördlichen Dorfeingang auf einem Friedhofshügel. Die Kirche steht unter kantonalem Denkmalschutz.

## Geschichte
Erbaut 1673 nach den Bündner Wirren im Barockstil, fusst die heutige Kirche auf der Bausubstanz mehrerer Vorgänger, die vor der Reformation dem heiligen Michael geweiht waren. Eine Kirche in Andeer an gleicher Lage ist ersturkundlich 1419 erwähnt. Nachdem sich im 16. Jahrhundert die Reformation im Freistaat der Drei Bünde und damit auch in Andeer wohl um 1530 durchgesetzt hatte, war die Andeerer Kirche in den Jahren 1687, 1711, 1758, 1786, 1833, 1864, 1894, 1921, 1971 und 2001 Gastgeberin der Bündner Synode.

## Beschreibung

### Turm und Glocken
Der markante, das Dorfbild prägende Turm der Vorgängerkirche um 1584 wurde 1827 aufgestockt und mit einem Zwiebelhelm auf dem polygonalen Aufsatz gedeckt. Im Turm befindet sich ein fünfstimmiges Glockengeläut aus zwei historischen und drei modernen Glocken.
| Glocke | Name          | Giesser                            | Gussjahr | Gewicht    | Schlagton |
| ------ | ------------- | ---------------------------------- | -------- | ---------- | --------- |
| 1      | Mittagsglocke | Glockengießerei H. Rüetschi, Aarau | 1964     | 1008 kg    | e′        |
| 2      | Totenglocke   | Glockengießerei H. Rüetschi, Aarau | 1964     | 642 kg     | g′        |
| 3      | Abendglocke   | Glockengießerei H. Rüetschi, Aarau | 1964     | 305 kg     | a′        |
| 4      |               | unbekannt                          | 1489     | ca. 200 kg | c″        |
| 5      |               | Joannes Pricovey                   | 1648     | ca. 100 kg | c″        |

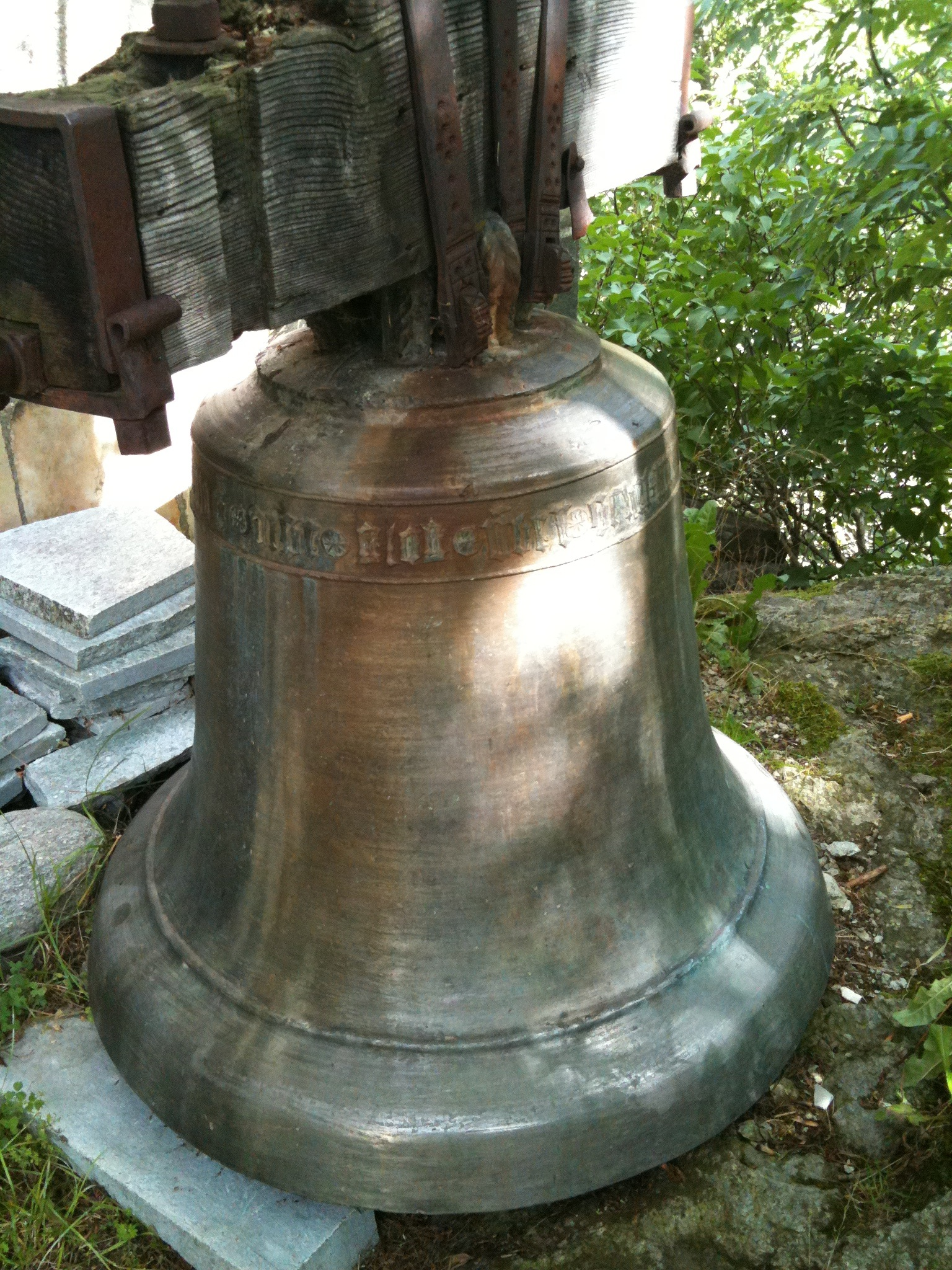
Alte Glocke beim Kirchturm

Die einstmals grösste Glocke, gegossen 1490 vom Feldkircher Glockengiesser Hans Brisinger, ist neben dem Kirchturm aufgestellt.

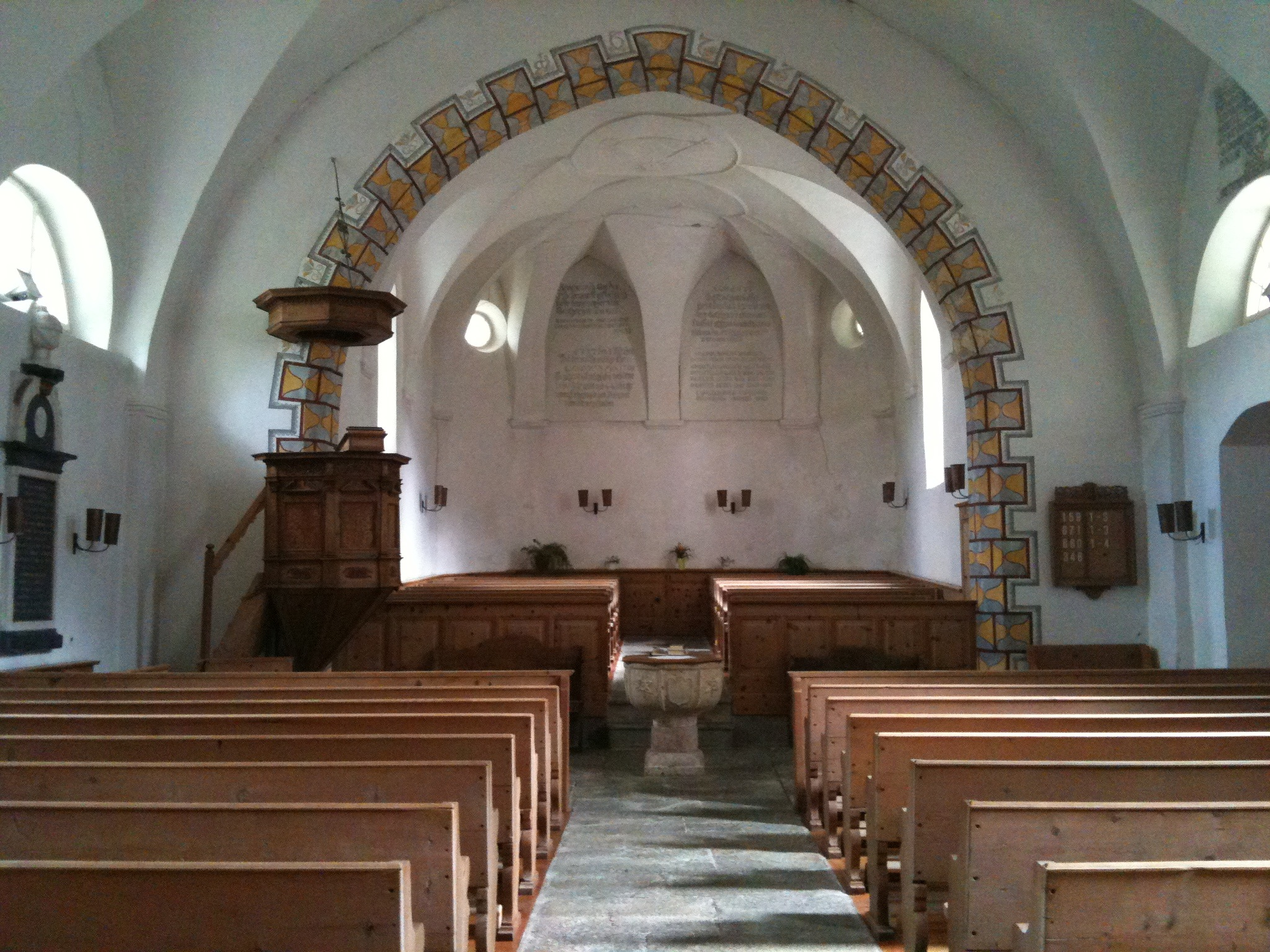
Innenansicht, Blick in den Chor

### Kircheninneres
Den Mittelpunkt im Inneren der Kirche bildet der um 1580 entstandene spätgotische achteckige Taufstein noch vor den Stufen zum Chor, der nach reformierter Bündner Tradition auch als Abendmahlstisch fungiert.
Die intarsienverzierte Kanzel geht auf das Jahr 1677 zurück.
Die Orgel wurde 1967 von der Manufaktur Orgelbau Kuhn aus Männedorf hergestellt und fand ihren Platz auf der Empore im hinteren Teil der Kirche. Ihre 16 Register verteilen sich auf zwei Manuale und das Pedal.

## Kirchliche Organisation
Innerhalb der evangelisch-reformierten Landeskirche Graubünden ist Andeer eine eigenständige Kirchgemeinde. Analog zur politischen Gemeinde fusionierte sie 2009 mit Clugin und Pignia.

## Galerie

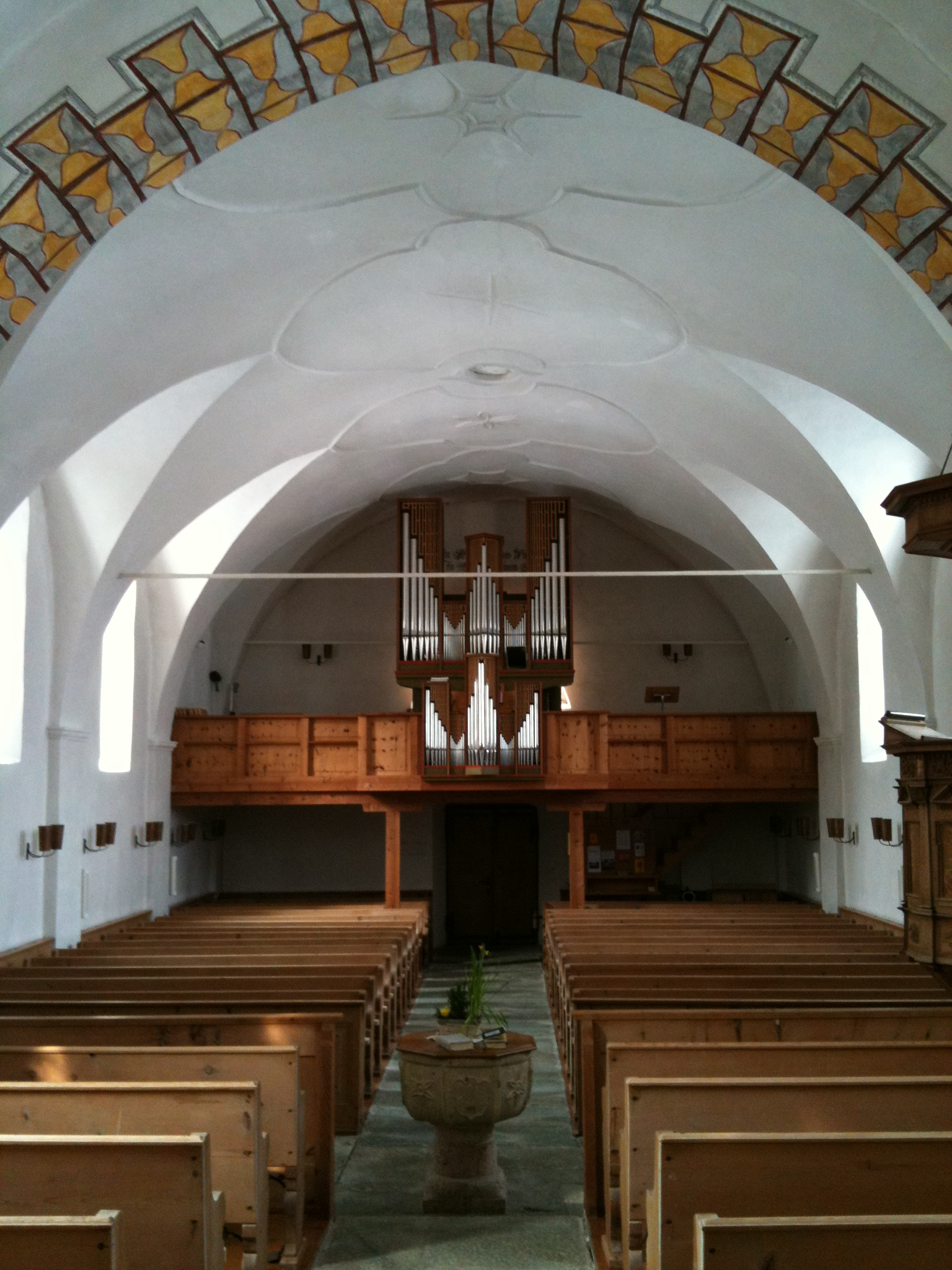
Blick vom Chor in das Schiff und auf die Orgelempore
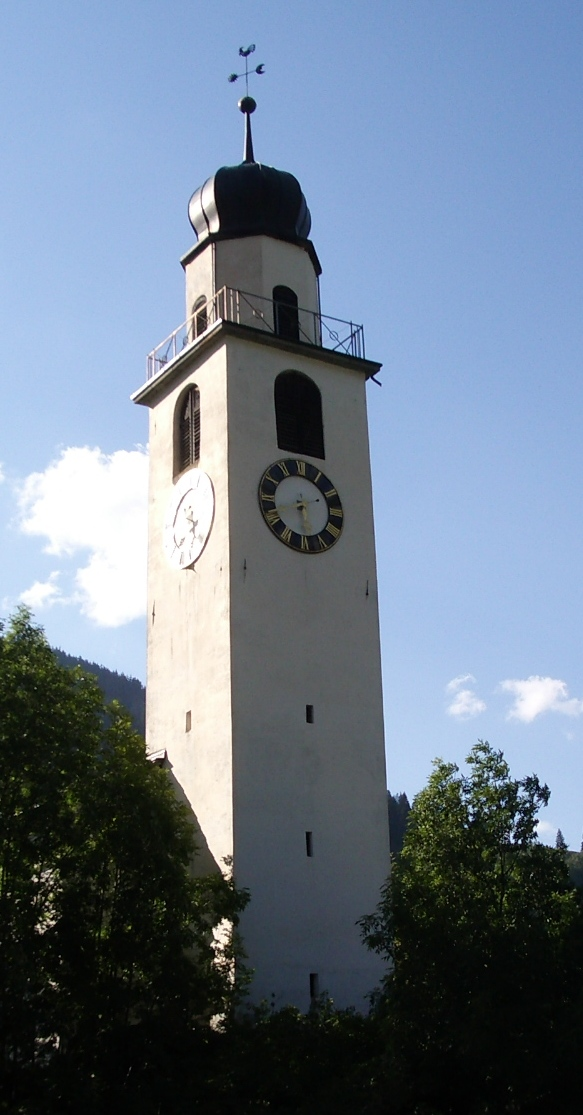
Turm der Reformierten Kirche Andeer
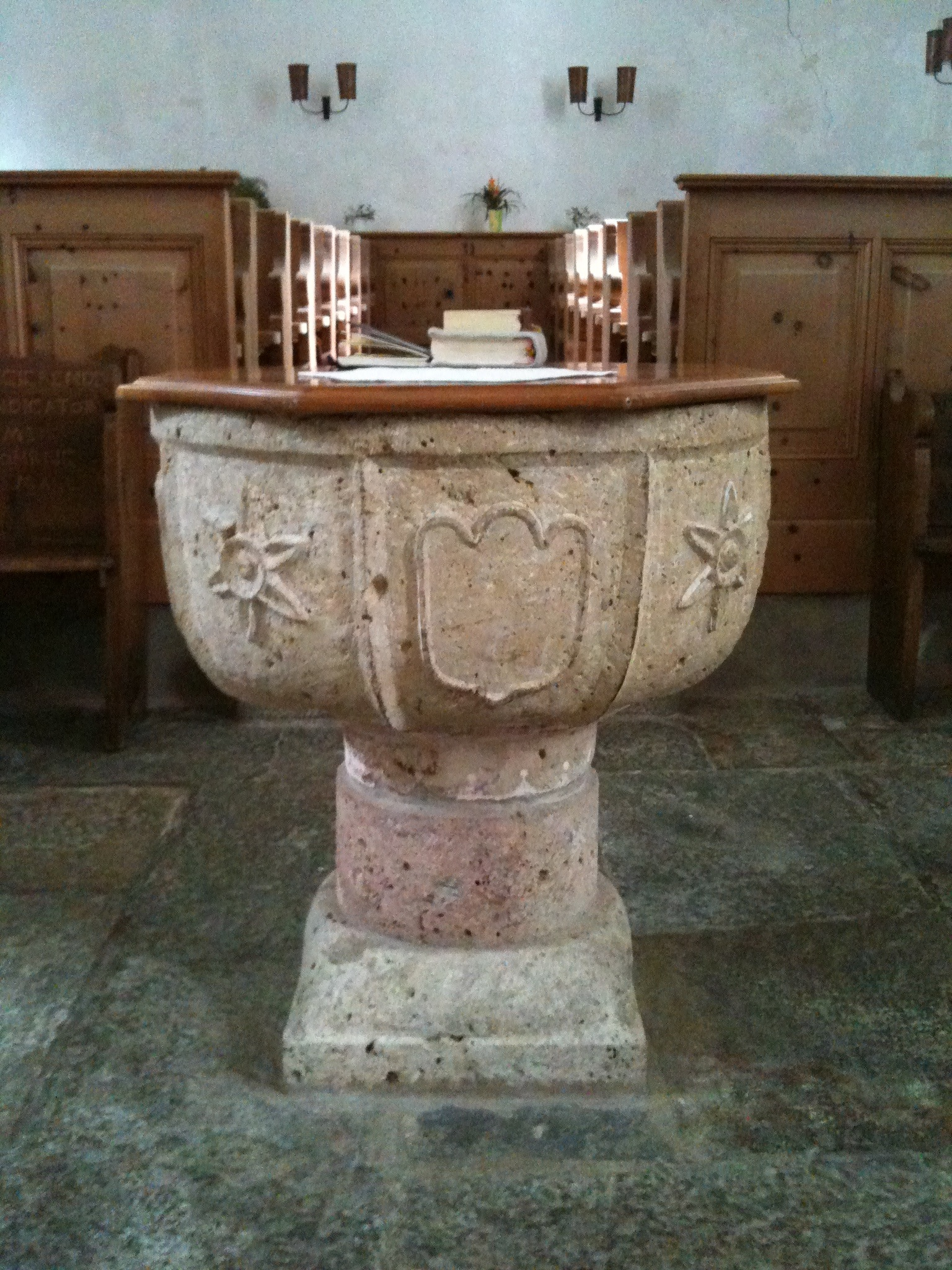
Taufstein
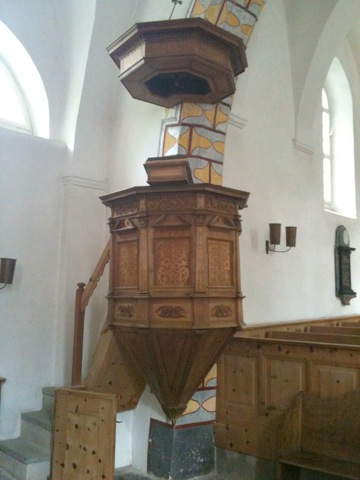
Kanzel
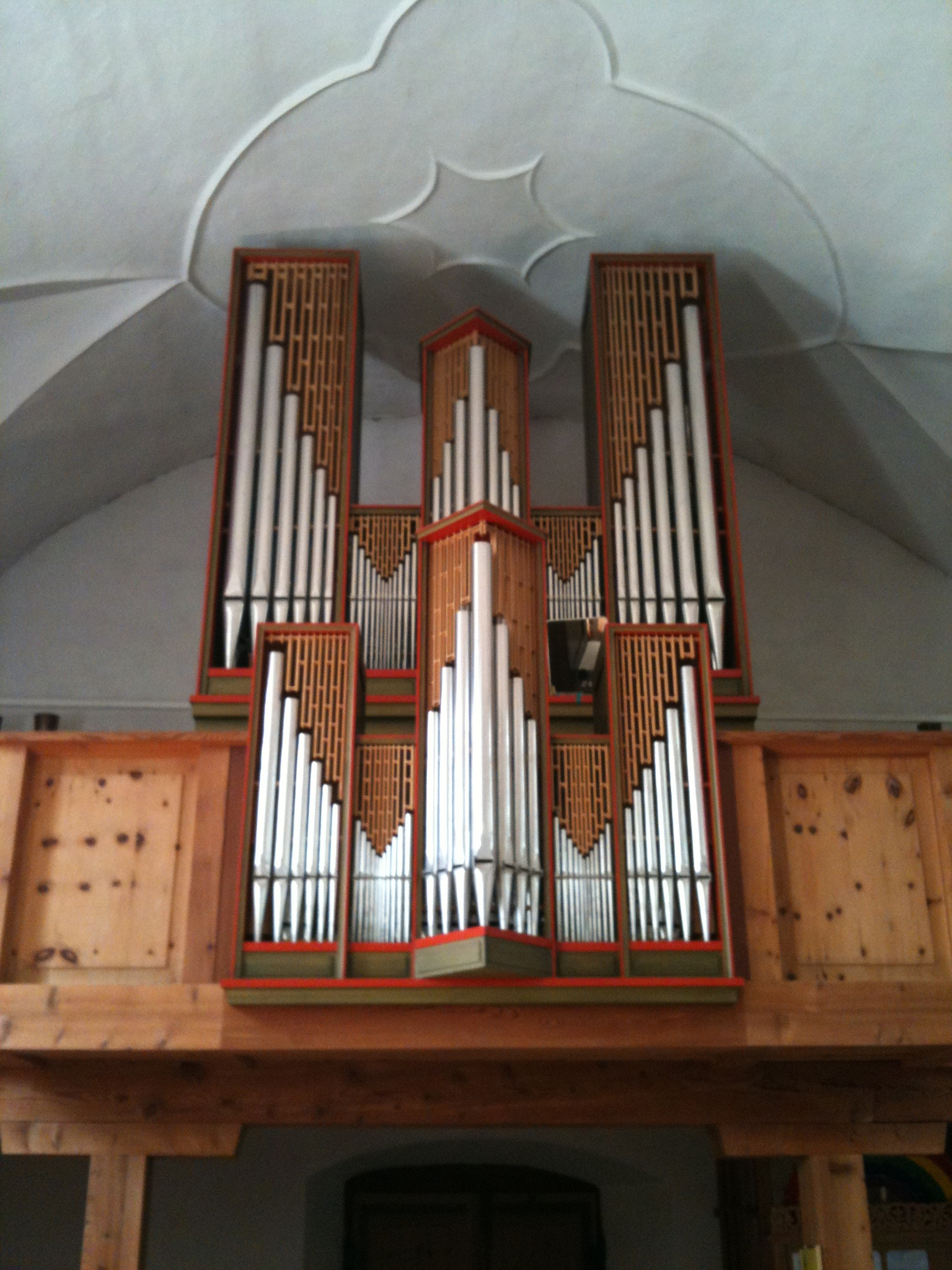
Orgel
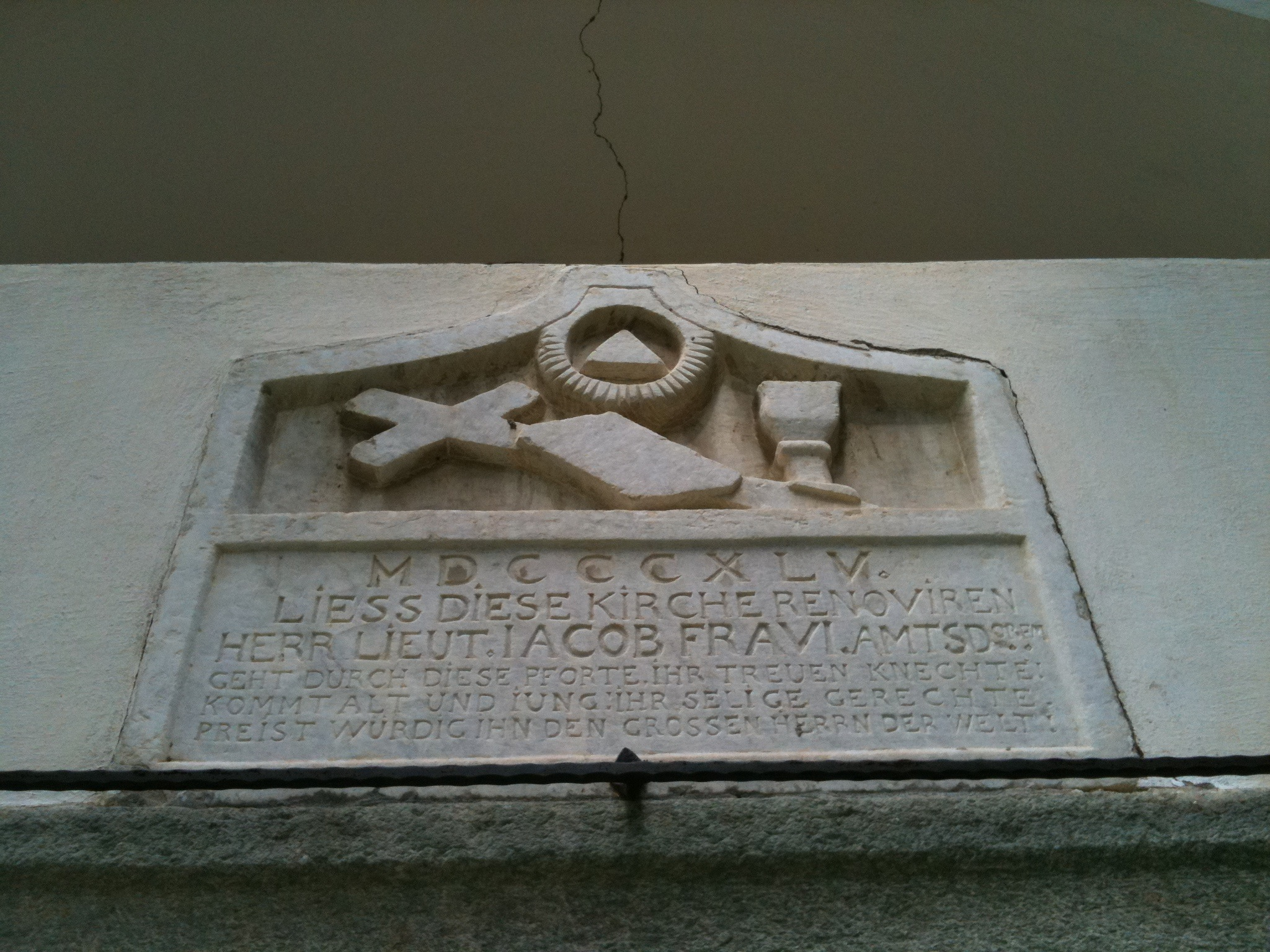
Inschrift von 1845 über dem alten Eingang

## Nachweise
1. ↑  SRF – Glocken der Heimat: Andeer, St. Michael
2. ↑  Orgelverzeichnis Schweiz und  Liechtenstein: Ref. Kirche Andeer GR

Koordinaten: 46° 36′ 18,3″ N, 9° 25′ 34,7″ O; CH1903: 752272 / 163466